# Приморський (заказник)
«Приморський» — гідрологічний заказник загальнодержавного значення на території Приморського району Запорізької області.

## Історія
Створено указом Президента України Петра Порошенка від 11.04.2019 №132/2019. 
Кабінет Міністрів України, відповідно до указу, у шестимісячний строк зобов'язано забезпечити затвердження Положення про гідрологічний заказник загально-державного значення «Приморський».

## Галерея

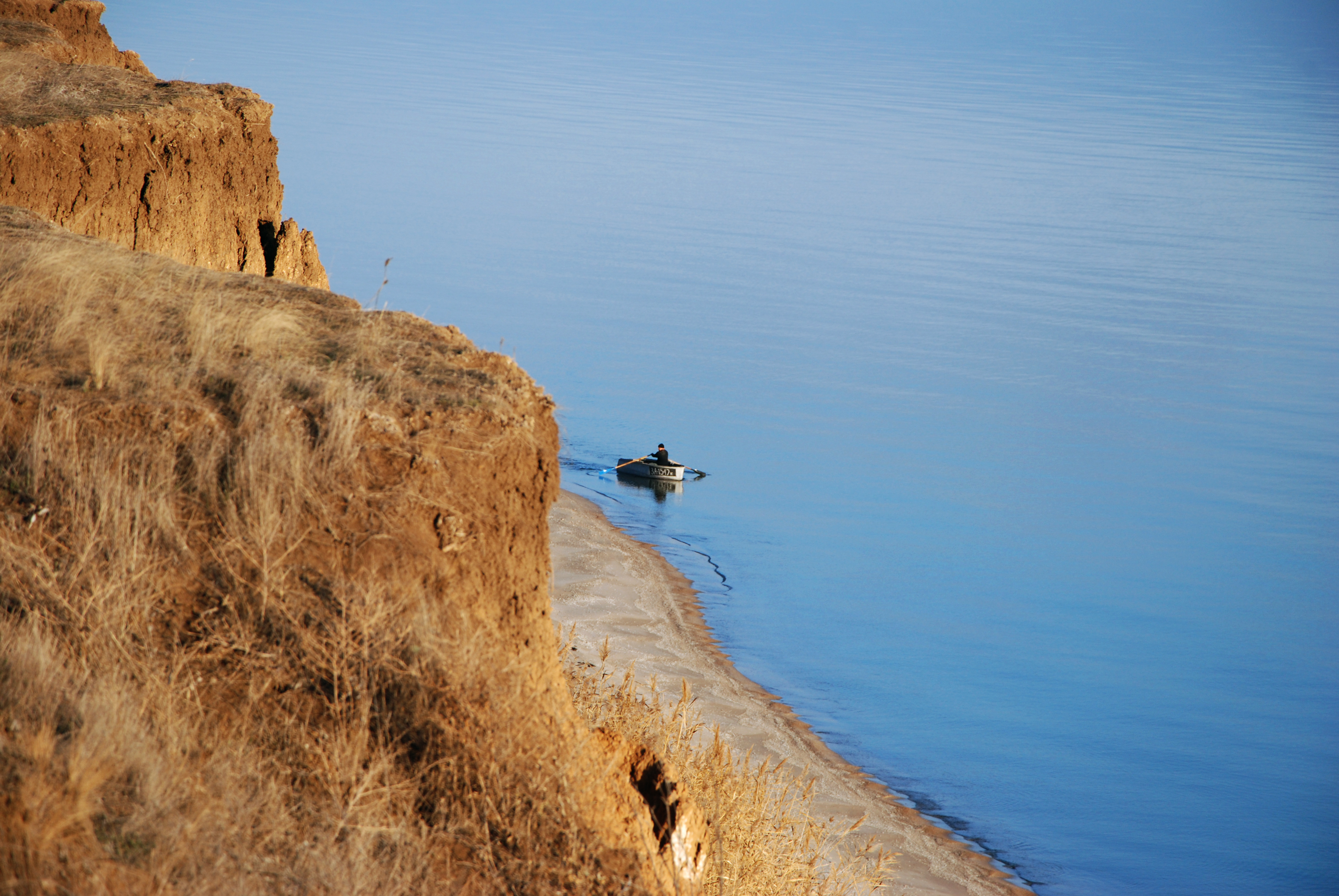
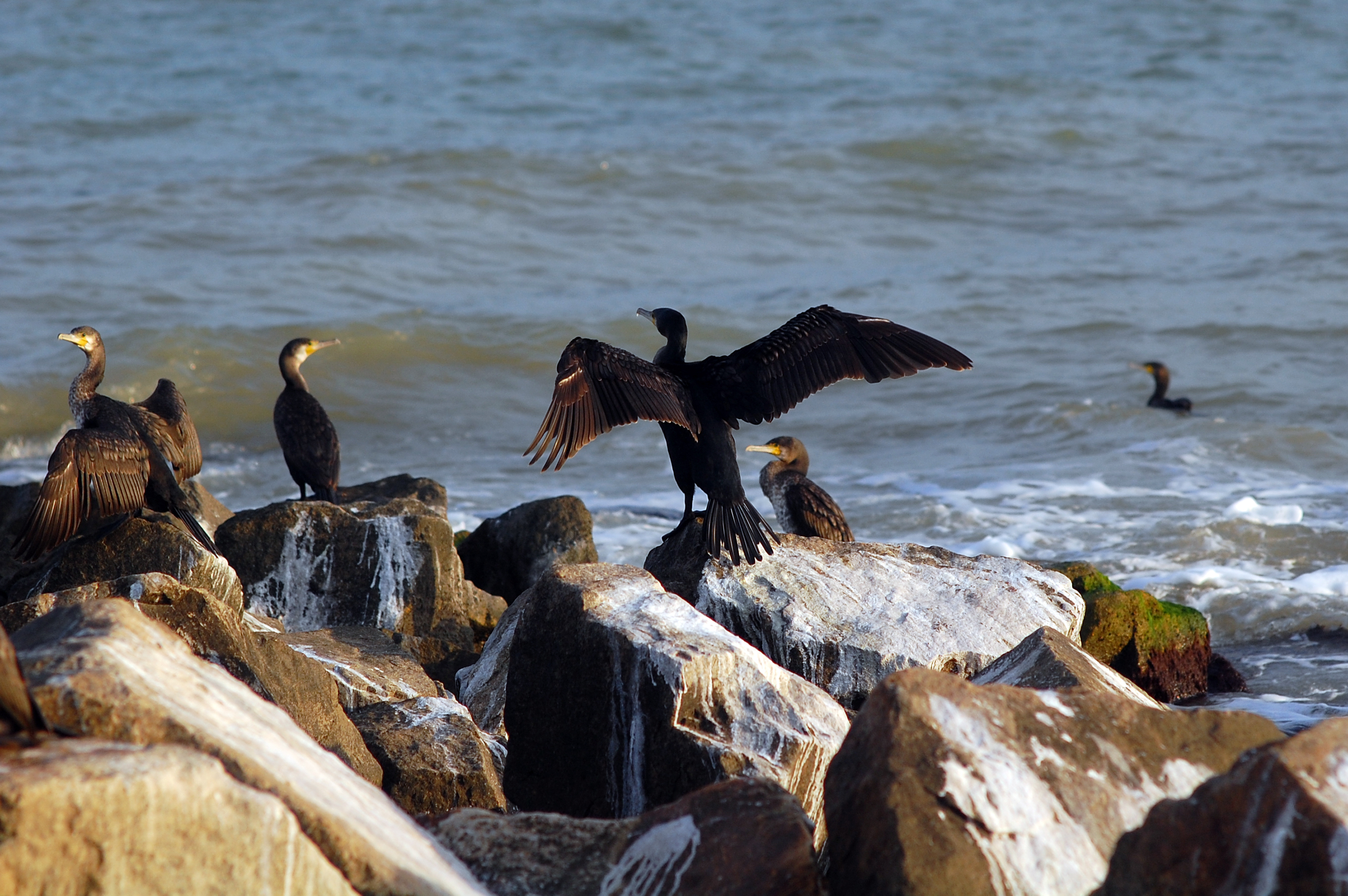
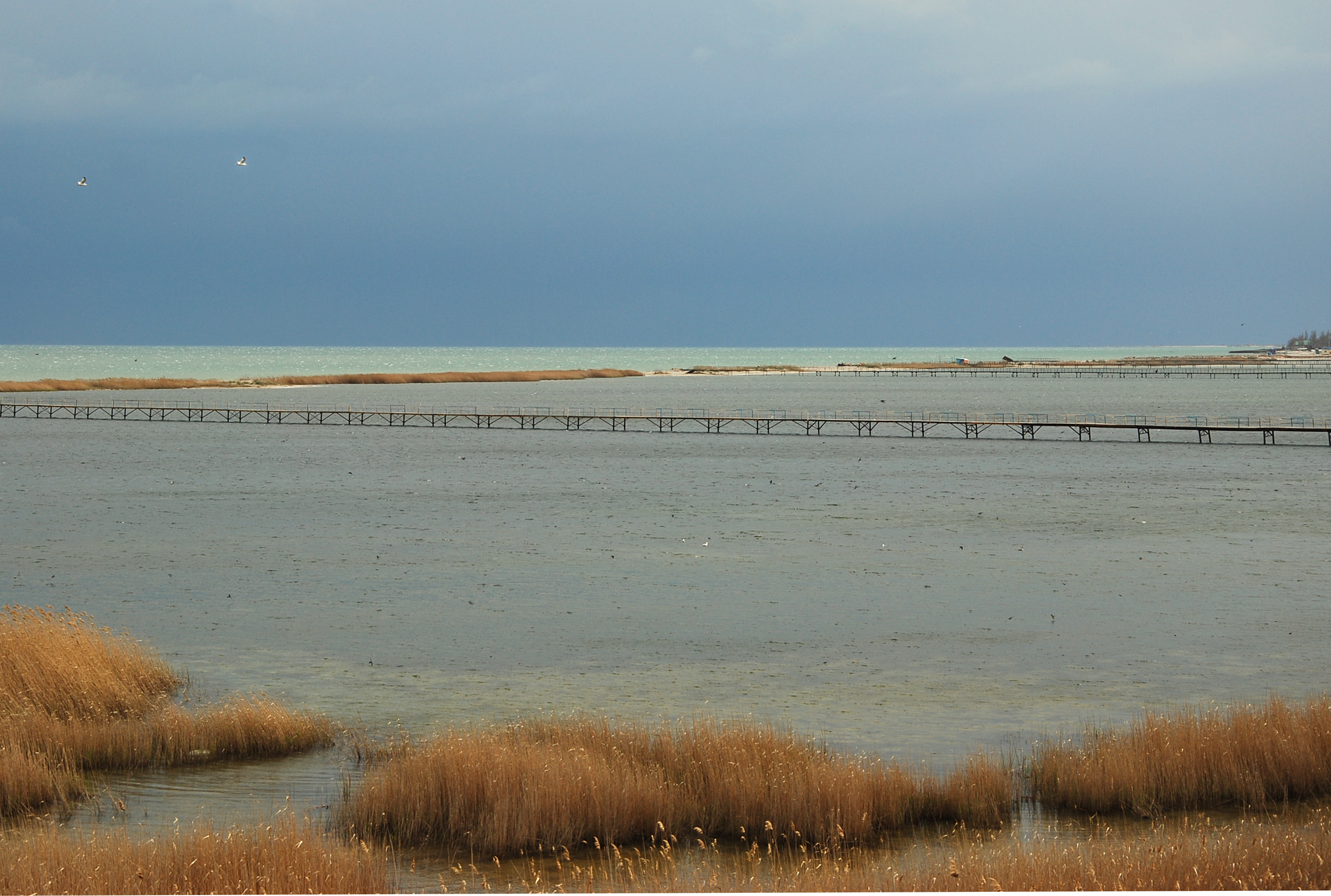

## Характеристика
Заказник акваторію Азовського моря загальною площею 13115 гектарів, що прилягає до адміністративних меж Приморського району Запорізької області. Створено з метою збереження та відтворення біологічного різноманіття акваторії Азовського моря, водно-болотного угіддя міжнародного значення «Коса Обиточна та Затока Обиточна». Акваторія є кормовою базою для перелітних птахів, ареалом мешкання низки рідкісних видів флори і фауни, нерестовищем та місцем нагулу багатьох видів риб, зокрема, червонокнижних — осетра руського, севрюги.